# 小堀邦夫
小堀 邦夫（こほり くにお、1950年〈昭和25年〉9月6日 - 2023年〈令和5年〉9月2日）は、日本の神職、著作家、詩人。元靖国神社宮司、元神宮禰宜、神社本庁参与。

## 来歴
和歌山県生まれ。京都府立大学文学部を卒業し、皇學館大学大学院国史学専攻修士課程、國學院大學神道学専攻科修了。1977年より伊勢神宮に奉職。
1997年には「Yayoi-replicater」（神宮の本質）と題してハーバード大学で講演。奉職の一方で、神宮祭祀・神宮制度史・式年遷宮制度史・神宮教学などを基本に、伊勢神宮から未来へのメッセージをテーマとして各地で講演している。
2018年3月1日より靖国神社宮司。
2018年6月20日、神社内の定例会議で『陛下が一生懸命、慰霊の旅をすればするほど靖国神社は遠ざかっていくんだよ。そう思わん？ どこを慰霊の旅で訪れようが、そこには御霊はないだろう？ 遺骨はあっても。違う？ そういうことを真剣に議論し、結論をもち、発表をすることが重要やと言ってるの。はっきり言えば、今上陛下は靖国神社を潰そうとしてるんだよ。わかるか？』『あと半年すればわかるよ。もし、御在位中に一度も親拝なさらなかったら、今の皇太子さんが新帝に就かれて参拝されるか？ 新しく皇后になる彼女は神社神道大嫌いだよ。来るか？』など当時の天皇（第125代天皇、現上皇明仁）や皇太子（現今上天皇）夫妻を批判する発言を行った。
取材に対して小堀は「会議自体に出席していない」としていたが、上記発言の音声が公開されると、宮内庁に行き陳謝するとともに退任の意向を伝えた。
2018年10月31日付で、第12代靖国神社宮司を退任。
発言の真意については「靖國神社宮司、退任始末」にて、『今上陛下は即位以来、一度も靖国を参拝したことがない。その一方、かつての戦地を訪れて戦没者の霊を慰める旅、いわゆる「巡礼の度」という行幸を続けてこられたが、これは慰霊と呼べるものではない。そうした見解を述べた』『英霊の御霊は靖国にこそあり戦地にはない。にもかかわらず今上天皇は靖国よりも慰霊の旅を選んでいるとなると、靖国の存在意義を否定することになってしまう』『不敬の念があったわけではない。靖国神社の存在意義が薄れていくことへの危機感を職員たちにもってほしかったことからきた』と述べている。
2023年9月2日に72歳で死去。

## 専門分野
- 古代神祇制度史
- 環境問題と神道
- 文学と神道

## 著書
- 詩集『魂の原郷』（1996年、PHP新書）
- カラーブックス『伊勢神宮』（1996年、保育社）
- 随筆『天へのかけはし』（1997年、JDC）
- 『伊勢神宮のこころ、式年遷宮の意味』（2011年2月1日、淡交社）
- 『靖國神社宮司、退任始末』（2018年11月29日、自費出版）
- CD「心の色は赤十字」（メディアキュービックコミュニケーション）